# Promenade au bord de la mer
Promenade au bord de la mer (en espagnol : Paseo a orillas del mar) est le tableau le plus célèbre de Joaquín Sorolla, qui l'a peint durant l'été 1909 à Valence. Il est conservé au musée Sorolla de Madrid. 

## Description
Clotilde García del Castillo, la femme du peintre, et María Clotilde, leur fille aînée, sont représentées se promenant sur la plage de la Malvarrosa, au bord de l'eau. Toutes deux sont élégamment vêtues de robes blanches, la première tient une ombrelle.
Le peintre luministe parvient à capter un instant précis, les couleurs, la lumière valencienne, la brise marine... Pour cela, il emprunte la technique des impressionnistes (cf. par exemple Femme à l'ombrelle tournée vers la gauche de Claude Monet), utilise un blanc particulièrement lumineux, et choisit un cadrage inhabituel, digne d'une photographie : les deux femmes ne sont pas représentées parfaitement droites ni au centre du tableau, le chapeau de Clotilde est tronqué, la partie inférieure est occupée par une bande vide de sable. Il reste y compris quelques grains de sable en bas à droite du tableau, comme un souvenir supplémentaire de ce moment.
Joaquín Sorolla n'a jamais vendu Promenade au bord de la mer. À sa mort en 1923, le tableau est revenu à son fils Joaquín Sorolla García, qui l'a légué au musée Sorolla.